# Ceucari
Ceucari este un cartier din sectorul Rîșcani, municipiul Chișinău, Republica Moldova. Cartierul este traversat de artere importante ca străzile: Ceucari, Cucorilor și Studenților

## Legături externe
- Zona Ceucari pe wikimapia.org